# Střelnice Košutka
Střelnice Košutka je areál sportovní střelnice v plzeňské části Bolevec, který patří sportovnímu střeleckému klubu SSK Plzeň - Slovany. V areálu je krytá střelnice pro vzduchové zbraně na 10 metrů, a pro kulové zbraně na 25 a 50 metrů.
Areál je postaven na místě bývalé cihelny, která byla v roce 1966 zbořena.
Dle tohoto areálu ("Střelnice") se jmenuje i místní organizace Českého zahrádkářského svazu mající zahrádkářskou kolonii v těsném sousedství.